# Concepción López y Nogués
Concepción «Conchita» López y Nogués (Madrid, ca. 1870 – ?) va ser una pianista espanyola, que va tenir molta anomenada en la seva infància per la seva mestria en el piano. Posteriorment va ser alumna de l'Escola de Música i Declamació de Madrid, on encara assistia a principis de segle xx.
Nascuda vers 1870. Considerada a l'època una nena precoç en l'art de la música. Va ser deixebla de Paula Perlado. En la seva infància va demostrar aptitud i gran aplicació per a l'estudi de la música, especialment com a pianista. Va participar en diversos concerts, tant privats, com públics, per exemple la funció benèfica en favor de la fundació d'un hospital de nens a Madrid el 1876, celebrat al Teatre de la Comedia, on va saber captivar l'atenció del públic i l'elogi de la premsa, que fins i tot es va publicar un retrat d'ella a La Ilustración Española y Americana. Va ser alumna de l'Escola de Música i Declamació de Madrid, on va ser deixeble de Dámaso Zabalza. Va participar en diversos concursos de l'escola, on va guanyar el tercer premi (1879), segon premi (1881) i un segon premi de piano (1888), aquest darrer quan era a la classe d'Antonio Sos. També va tocar a alguna de la festa, on va distingir-se per la dificultat de les peces interpretades. Segons Luis Ballesteros, va morir en l'adolescència, tanmateix el curs de 1904-1905 encara estava matriculada a l'Escola de Música i Declamació, quan va ser exclosa de la participació del Premi Ortiz i Cussó per raons d'edat.